# Окулич, Станислав Антонович
Станислав Антонович Окулич (1846—1910) — военный деятель, генерал-лейтенант, участник Русско-турецкой и Русско-японской войн.

## Биография
Станислав Окулич родился 4 ноября 1846 года. Рано оставшись без родителей, воспитывался в сиротском кадетском корпусе. Позднее учился в 1-м Московском кадетском корпусе и 3-м Александровском военном училище. С июня 1864 года — на действительной военной службе. В 1866 году окончил по второму разряду военное училище.
Участник боёв Русско-турецкой войны 1877—1878 годов, особо отличившись во время штурма Эрзерума 28 октября 1877 года. После её окончания продолжал службу в армии. 26 ноября 1901 года ему был присвоен чин генерал-майора. Участвовал в Русско-японской войне, командовал бригадой Сибирских стрелком 5-й Восточно-Сибирской дивизии. За боевые заслуги в 1907 году был награждён Золотым оружием «За храбрость».
С сентября 1906 года Окулич командовал Кубанской пластунской бригадой. Вышел в отставку в звании генерал-лейтенанта. Умер 24 июня 1910 года, похоронен на Вознесенском кладбище города Рославля Смоленской области.
Был также награждён орденами Святого Георгия 4-й степени, Святого Станислава 1-й (с мечами), 2-й и 3-й степеней, Святой Анны 1-й (с мечами) и 2-й степеней, Святого Владимира 3-й и 4-й (с мечами и бантом) степеней.